# Jāņi

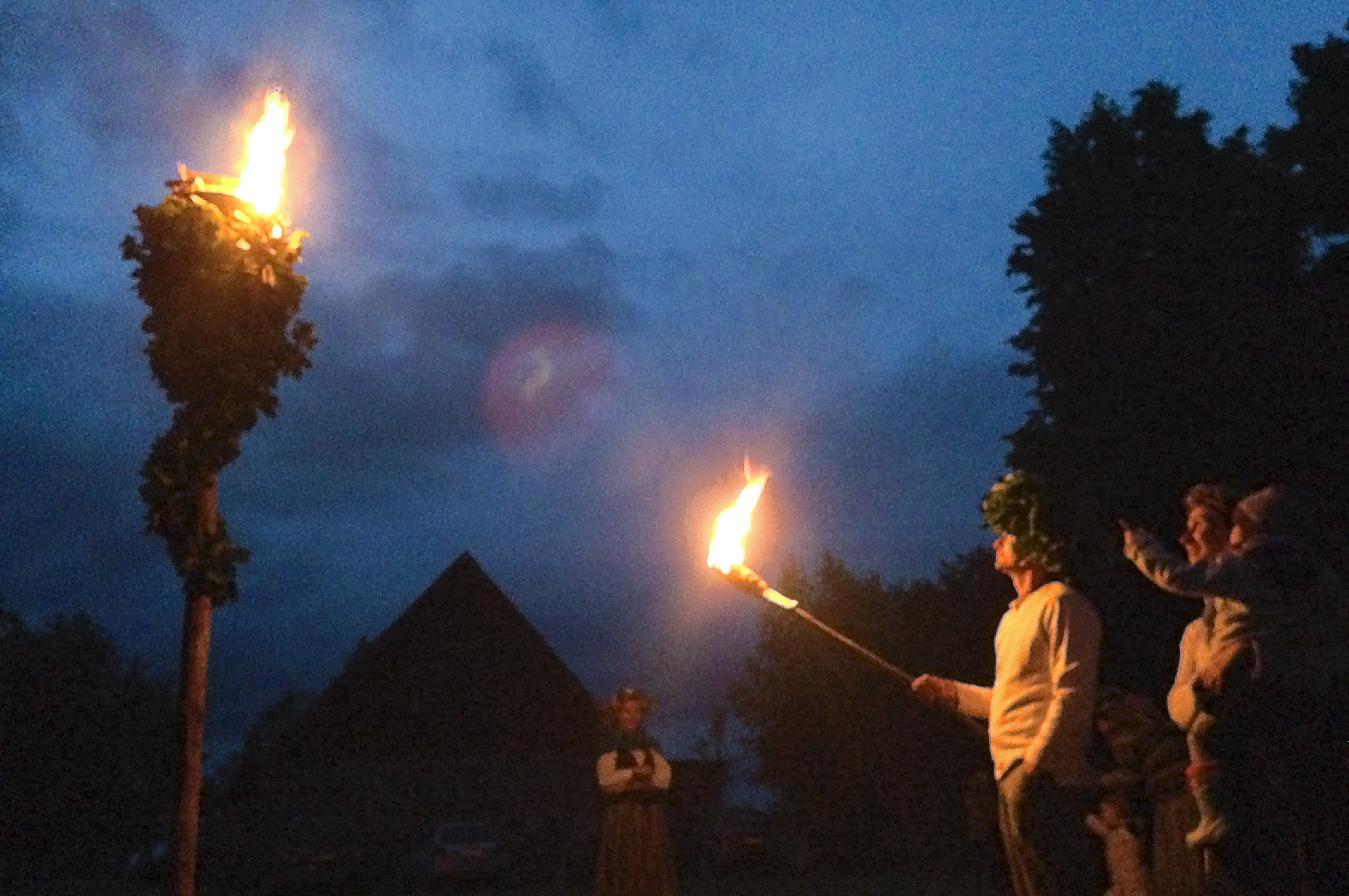
En man med en ekbladskrona belyser en "pūdele"

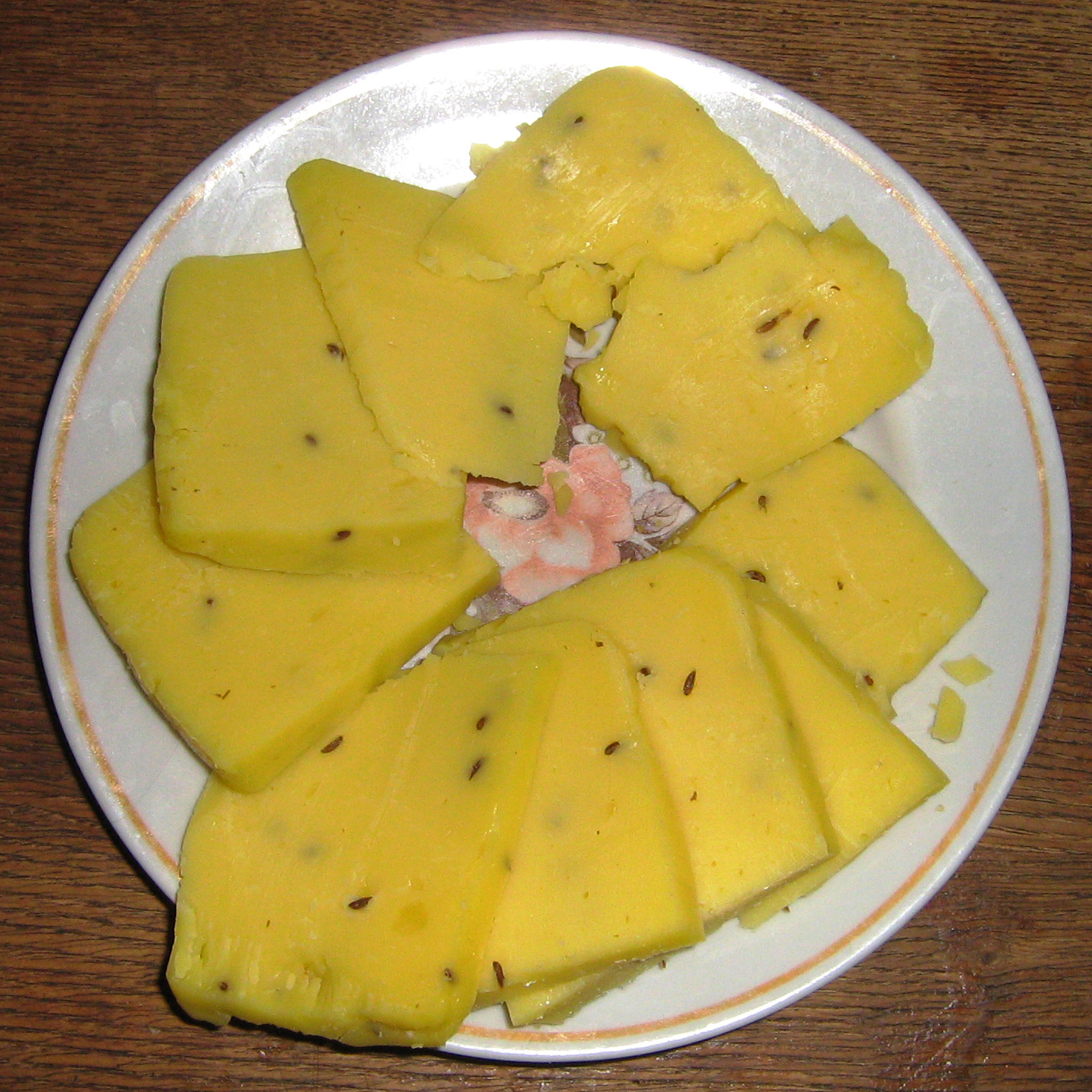
Speciell ost som serveras under Jāņi

Jāņi är en lettisk midsommarfest som hålls natten mellan dagarna Līgo (23 juni) och Jāņi (24 juni), vilka också är helgdagar som många tillbringar ute på landet. Högtiden firades ursprungligen den 21 och 22 juni då sommarsolståndet faktiskt inträffar, men firas istället två dagar senare på grund av att högtiden någon gång assoscierats med Johannes Döparens dag vilken infaller den 24 juni. Högtiden innehåller dock inga kopplingar till kristendomen eller till kristen symbolik. Istället märks en hel del av förkristen symbolik i sånger med mera.
Högtiden firades från början för att ära den lettiska guden Jānis, ibland hänvisad till som en "Guds Son" i vissa äldre lettiska folksånger. Under högtiden äras alla män med namnet Jānis, vilket är ett relativt vanligt namn i Lettland med den engelska motsvarigheten John, vilka får bära en ekkrans på huvudet. Namnet Jānis har också motsvarigheter i namn som Dionysus, Jan, Johan, João, och Ivan.
Under högtiden antas det också att naturkrafterna är som starkast och att gränsen mellan den fysiska världen och andevärlden är som tunnast. Tidigare smyckades husen med rönngrenar och taggar som skydd mot de häxor man trodde flög runt under högtiden, men under senare tid har det blivit mycket vanligare att husen smyckas med björk- och ekruskor, ormbunksblad och blommor. Jāņi ses också som en idealisk tidpunkt att samla örter på, då dessa anses ha magiska krafter under högtiden.
En stor "festivalbrasa" tänds och denna hålls brinnande från solnedgången till soluppgången dagen därpå. Ofta tänds det också mindre brasor runtomkring, vilka folk hoppar över för att försäkra sig om framgång och fertilitet i livet. Starkt förknippat med Jāņi är en speciell sorts ost, kryddad med kummin, och öl. Många tillverkar egen ost inför Jāņi och vissa går så långt att de också brygger eget öl, enbart för Jāņi.